# 元谋菅
元谋菅（学名：Themeda yuanmounensis）为禾本科菅属下的一个种。

## 扩展阅读
- 維基物種上的相關：元谋菅